# Honda Small Hybrid Sports

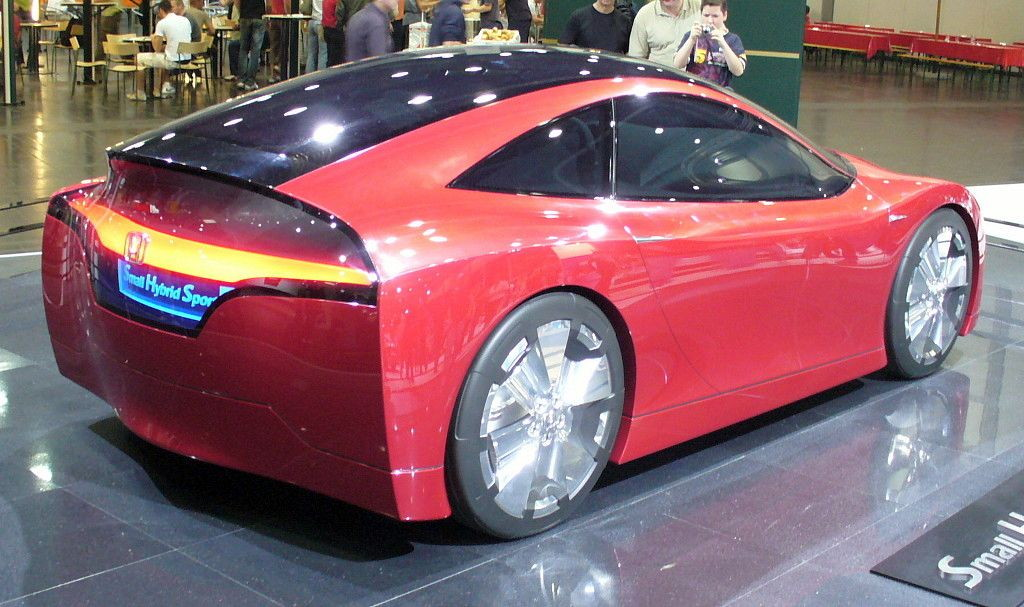
Tył Hondy Small Hybrid Sports

Honda Small Hybrid Sports − koncepcyjne, hybrydowe, dwumiejscowe coupe marki Honda. Premiera konceptu miała miejsce na targach motoryzacyjnych w Genewie w 2007 roku. Auto zaprojektowane zostało przez Europejski Oddział Hondy z siedzibą w Offenbach am Main, aby połączyć ideę auta sportowego, efektywnego i ekologicznego.
Samochód posiada napęd na koła przednie zasilany 4-cylindrowym benzynowo-elektrycznym silnikiem z przekładnią CVT. Zawieszenie auta osadzono na 20-calowych obręczach z oponami 165/60.